# Kriminal (film)
Kriminal è un film del 1966 diretto da Umberto Lenzi, con Glenn Saxson nel ruolo principale.
Tratto dall'omonimo fumetto nero di Magnus & Bunker (che ebbe notevoli problemi di censura), il film ebbe anche un seguito, Il marchio di Kriminal, due anni dopo.

## Trama
Arrestato e condannato a morte per il furto della corona d'Inghilterra, il bandito Kriminal viene lasciato scappare su iniziativa dell'ispettore Milton, capo di Scotland Yard, che intende poi pedinarlo al fine di recuperare il bottino. Ovviamente l'astuto fuorilegge riesce a liberarsi delle guardie in borghese che gli danno la caccia, per poi sparire di nuovo nell'ombra e si rifugia nella casa di Margie, la sua ex-moglie ora segretaria di Lady Gold. Quest'ultima ha una compagnia di importazione ed esportazione di pietre preziose e Kriminal viene a sapere dei diamanti della ricca donna, il cui figlio sta per sposarsi con la sua ex moglie, che saranno trasferiti in Turchia. Kriminal farà il possibile per impossessarsene, imbarcandosi in una avventura internazionale, che lo porterà in Spagna e poi a Istanbul, in un crescendo di intrighi e colpi di scena.
Kriminal si reca all'aeroporto ma trova che il trasporto è fatto da due gemelle, Inge e Rude. Non sapendo a chi derubare, riesce a strappare la borsetta a Rude ma scopre che è vuota. Il giorno dopo Kriminal apprende che Lady Gold ha ricevuto un milione di sterline dalla sua assicurazione per il furto dei diamanti e sospetta che in realtà la donna abbia organizzato una truffa. Entrata in contatto con la ricca donna, Kriminal scopre che in realtà i gioielli sono stati realmente rubati e che tutto sia stato un piano delle gemelle.
Kriminal va alla ricerca dei diamanti in Spagna dove ritrova Trude che le rivela come tutto sia stato organizzato dall'amante di Lady Gold: Alex Lafont e che non avessero scambiato le borse ma, invece, le loro identità. Trude viene uccisa da un colpo fortuito per cui Kriminal riesce solo ad identificare che Inge è a Istanbul. Dopo una ricerca riesce a capire che dirige una casa da gioco insieme all'ex amante di Lady Gold, Alex, ora diventato suo compagno. Kriminal fa innamorare Inge e decide con lei di rubare i diamanti ad Alex. Kriminal sostituisce la schiuma da barba di Alex con del vetriolo per cui manda il rivale sfigurato in ospedale con fasciature su tutto il volto. Facile, quindi, per Kriminal sostituirsi a lui dopo averlo ucciso e a impossessarsi dei diamanti.
Inseguito dall'ispettore Milton, però, Kriminal deve fuggire e nella corsa perde la refurtiva in un fiume. Tuttavia le sue disavventure non finiranno perché non riuscirà a farla franca, cadendo in una trappola.

## Differenze col fumetto
La principale differenza col fumetto originale di Magnus & Bunker risiede nella caratterizzazione del protagonista mascherato: mentre nella versione cartacea Kriminal è un personaggio cinico e spietato, che uccide a sangue freddo ed è soggetto ad attacchi d'odio e sadismo, nel film viene invece presentato come un ladro raffinato e gentiluomo.
Altre differenze sono sia nello stile che nei contenuti. Se è vero che il fumetto dovette subire svariati casi di censura in quanto conteneva linguaggio scurrile, violenza estrema e scene erotiche fin troppo esplicite per l'epoca, nel film non è presente pressoché alcun richiamo di tale genere.
Anche il caratteristico costume del personaggio si differenzia vistosamente dalla sua controparte a fumetti. Questa dissomiglianza, tuttavia, può forse essere dovuta a motivazioni pratiche di realizzazione.
Il film venne realizzato sulla falsariga dei film di James Bond, che in quegli anni godevano di grande popolarità. Diverse scene propongono evidenti citazioni delle avventure di 007, come ad esempio la sequenza in cui il protagonista veste un elegante smoking bianco al tavolo da gioco; la stessa recitazione di Glenn Saxson fa palesemente il verso a quella di Sean Connery.

## Produzione
Nell'agosto 1964 debuttò il fumetto nero italiano Kriminal. Questo si caratterizzava per le tematiche ricorrenti legate al sesso e la violenza, che vanno da Kriminal che uccide persone e seduce donne provocanti vestite in modo scarno per poi strangolarle o accoltellarle in maniera tale da nascondere l'identità. Il regista Umberto Lenzi dichiarò che inizialmente voleva fare il suo debutto con un film ispirato ai fumetti realizzando un adattamento di Diabolik. Tuttavia non riuscì a ottenere i diritti che furono acquistati da Dino De Laurentiis. Lenzi tentò prima di realizzare un adattamento di Satanik, ma alla fine si stabilì su Kriminal. Il regista discusse con il creatore del fumetto, Luciano Secchi, dei cambiamenti che fece con il personaggio, in seguito descritto da Lenzi come "un po' naziskin fascista. Abbiamo fatto un film divertente". Lenzi optò per un tono più leggero in contrasto con la combinazione originale di sesso e violenza presente nei fumetti.
Il ruolo principale andò all'attore olandese Glenn Saxson, pseudonimo di Roel Bos, che in precedenza aveva avuto ruoli da protagonista in alcuni western come Django spara per primo. Bos fece un provino per Umberto Lenzi, che stava cercando un Kriminal più giovane di quello mostrato nei fumetti originali.
Le riprese del film durarono circa due mesi. Gli interni sono stati girati a Roma, mentre gli esterni a Madrid, Istanbul, Mar Nero e Londra. La maggior parte delle acrobazie fisiche nel film sono state eseguite dallo stunt Attilio Severini, ad eccezione di una delle più pericolose che vede Kriminal correre su un treno in corsa.

## Accoglienza
(Slogan promozionale del film)
Uscito nel dicembre del 1966, Kriminal non fu accolto da un grande successo di pubblico né in Italia né negli altri paesi in cui fu distribuito, tuttavia l'anno successivo fu realizzato il sequel Il marchio di Kriminal, diretto questa volta da Fernando Cerchio.
Lo storico di cinema Roberto Curti lo ha definito "moderatamente riuscito" oltre che "veloce e divertente in generale, ma è anche deludentemente docile." Curti ha aggiunto che il film "manca dell'atteggiamento ironico e della scorrettezza politica del fumetto, mentre gran parte del film sembrava più uno di quei diari di viaggio rubati dai James Bond che stavano invadendo gli schermi dell'epoca."
Umberto Lenzi in seguito dichiarò che quando rivide il film in televisione, "sembrava persino migliore di quando l'ho girato nel 1966: allora ero un po' perplesso, ora comprendo il suo aspetto ironico, qualcosa che ai fumetti mancava perché erano volgari, orribili."